# Nationalpark Kongernes Nordsjælland
Nationalpark Kongernes Nordsjælland er en dansk nationalpark, der blev indviet den 29. maj 2018. Nationalparken omfatter nogle af landets artsmæssigt mest mangfoldige løvskove, blandt andet Gribskov, men også Esrum Sø og Arresø. Oprettelsen af nationalparken blev vedtaget i december 2017. Den er med et areal på ca. 26.250 ha den næststørste danske nationalpark.

## Forarbejdet
Området blev i 2008 udpeget til kommende nationalpark. Oprindeligt regnede man med, at oprettelsen ville blive påbegyndt i efteråret 2009, men forberedelserne har taget længere tid end forventet.
Den 11. december 2012 besluttede partierne bag nationalparkloven, at processen omkring Nationalpark Kongernes Nordsjælland skal genoptages.
I juni 2017 sendte Miljø- og fødevareministeren sammen med forligskredsen bag nationalparkloven ministerens forslag til "Nationalpark Kongernes Nordsjælland" i offentlig høring frem til 23. oktober 2017, og forslaget vedtaget i december 2017.

## Kritik
Nationalparken har mødt en del kritik, først vedrørende valget af Carl Frederik Bruun som formand for nationalparkens bestyrelse, og efterfølgende for at parken er usammenhængende og omfatter sommerhuskvarterer, byer og konventionelt landbrug.